# کوشکک کوشک
کوشکک کوشک، روستایی در دهستان کوشک بخش آبژدان شهرستان اندیکا در استان خوزستان ایران است. این روستا، مرکز دهستان کوشک است.

## جمعیت
بر پایه سرشماری عمومی نفوس و مسکن در سال ۱۳۹۵، جمعیت این روستا برابر با ۲٬۲۴۰ نفر (۵۴۲ خانوار) بوده است.